# إيريك نام
إيريك نام (بالإنجليزية: Eric Nam)‏ (باللغة الكوريه: 남윤도; (من مواليد 17 نوفمبر 1988) في العاصمة أتلانتا، أمريكا. هو مغن كوري جنوبي بدأ مسيرته الفنية عام 2011. وهو أيضا راقص، المضيف التلفزيون وعارض ترويجي.
تخرج من كلية وفيت في عام 2007 يجيد لعب كرة القدم وادى في الأوركسترا. لكبار مشروعه، سجل له CD منفردا الذي كان يحظى بشعبية كبيرة مع فئة الطلاب. ثم سافر إلى بوسطن حيث درس بكالوريوس في الدراسات الدولية في كلية بوسطن.درس أيضا في بكين لمدة عام. يمكنه التحدث بالكورية والإنجليزية والإسبانية والصينية.

## برامج التلفزيون
- MBC, 2012 نجمة الاختبار: ولادة نجم العظمى
- Arirang, 2013 النادي بعد المدرسة (After School Club)
- MBC, 2015 تزوجنا (We Got Married)

## وصلات خارجية
- إيريك نام على موقع IMDb (الإنجليزية)
- إيريك نام على موقع ميوزك برينز (الإنجليزية)
- إيريك نام على موقع ديسكوغز (الإنجليزية)
- إيريك نام على موقع قاعدة بيانات الفيلم (الإنجليزية)

قالب:مواقع التواصل الاجتماعيإنستغرام=realericnam